# Trattato con Tunisi
Il primo trattato con Tunisi fu concluso nel 1797 tra gli Stati Uniti e la reggenza di Tunisi, che allora faceva parte dell'Impero Ottomano.

## Trattato originale
Questo trattato di pace e amicizia, il cui originale è scritto in turco e tradotto in francese, fu firmato a Tunisi. Esso segue due tregue: la prima conclusa l'8 novembre 1795 da James Leander Cathcart, un marinaio e diplomatico americano reso schiavo e vicino al dey di Algeri il quale ottenne una garanzia di otto mesi; la seconda conclusa intorno al 15 giugno 1796 tra il rappresentante americano a Tunisi, Joseph-Étienne Famin, e Hammouda Pasha, bey di Tunisi, per un periodo di sei mesi.
Anche se la data della firma sul documento originale non è specificata, una lettera di Famin, del 2 settembre 1797, fornisce la data del 28 agosto. Il documento porta la firma di tre rappresentanti di Tunisi: Hammouda Pasha, Ibrahim Dey (dey di Tunisi) e l'agha dei giannizzeri.
Di fronte al testo di quindici pagine scritto in turco c'è la traduzione francese di cui David Hunter Miller attribuisce la paternità allo stesso Famin. Inoltre, i diversi originali del trattato furono redatti e inviati a David Humphreys, ambasciatore americano a Madrid, e Joel Barlow, console americano ad Algeri, per l'approvazione.

## Trattato modificato
Inviato il 21 febbraio 1798 nel Senato degli Stati Uniti la sua ratifica fu approvata con delibera del 6 marzo. Tuttavia, tale richiesta fu subordinata alla sospensione dell'articolo 14 relativo al pagamento dei rispettivi dazi doganali sulle merci; anche il segretario di Stato Timothy Pickering chiese di emendare gli articoli 11 e 12.
Al termine delle trattative, i tre articoli furono modificati secondo una procedura insolita poiché furono ritirati e sostituiti da nuovi fogli contenenti gli articoli modificati e gli altri articoli presenti. La nuova versione venne inviata ai funzionari statunitensi in data 26 marzo 1799 per poter aggiungere la traduzione francese; furono completate anche le traduzioni dell'articolo 8. Una nota di approvazione da parte di William Eaton e Cathcart completò il documento. Hammouda Pasha racchiuse anche una lettera in francese indirizzata al Presidente degli Stati Uniti John Adams e datata 30 aprile. Nella lettera fu indicato che se le munizioni navali promesse ai tunisini non fossero state consegnate prima del 1º novembre dello stesso anno il trattato sarebbe stato dichiarato nullo e la tregua sarebbe stata interrotta.

## Ratifica
Il documento modificato fu presentato nuovamente al Senato il 13 dicembre. Una nuova risoluzione approvò solo gli articoli modificati il 24 dicembre, cosa piuttosto insolita secondo Miller. Il trattato venne infine ratificato dal presidente Adams il 10 gennaio 1800 e consegnato al Bey di Tunisi il 27 marzo, accompagnato da una lettera del Presidente tradotta in italiano; il sovrano espresse quindi la sua soddisfazione.
Non vi è alcuna registrazione di alcuna pubblicazione del trattato nella sua traduzione inglese prima della pubblicazione del quinto volume delle Leggi degli Stati Uniti nel 1801 anche se la prima parte di esso appare in un documento del 1800.

## Articoli
Mentre l'articolo 1 dichiara il principio della "pace perpetua e costante e una "amicizia duratura" tra gli Stati Uniti d'America e la reggenza di Tunisi, le varie clausole del trattato proteggono le navi dei due Paesi da ogni abbordaggio o attacco arbitrario della controparte (artt. 2, 3, 5, 6, 10 e 13), in particolare dai tunisini corsari attivi nel Mediterraneo, e regola le condizioni in termini di identificazione di equipaggi e navi (art 4 e 7), di accoglienza reciproca nei porti (art 8 e 9), di libertà di commercio (articoli 12 e 15) o di tassazione (articoli 14 e 16).
Infine è prevista anche la possibilità di nominare consoli (art. 17), così come le norme sui debiti (art. 18), sulle successioni (art. 19) e sulla giustizia (art. 20-22).

## Trattato con Tunisi del 1824
Nel 1824 gli Stati Uniti e la Reggenza di Tunisi sottoscrissero un nuovo trattato che riprendeva quello del 1797 emendando gli artt. 6, 11, 12 e 14.